# Herly, Somme

Herly este o comună în departamentul Somme, Franța. În 1 ianuarie 2022 avea o populație de 40 de locuitori.